# Gassed
Gassed è un grande dipinto ad olio completato nel marzo del 1919 da John Singer Sargent.

## Descrizione
L'opera raffigura e descrive le conseguenze di un attacco di gas durante la prima guerra mondiale, con una fila di soldati feriti che camminano verso una stazione di medicazione.
Sargent fu incaricato dal British War Memorials Committee di documentare la guerra e visitò il fronte occidentale nel luglio 1918 trascorrendo del tempo con la divisione delle guardie vicino ad Arras e poi con le forze di spedizione americane vicino a Ypres. Il dipinto fu terminato nel marzo del 1919 e votato come dipinto dell'anno dal Royal Academy of Arts nel 1919. Ora è esposto all'Imperial War Museum. È stato esposto negli Stati Uniti nel 1999 per una serie di mostre e retrospettive e dal 2016 al 2018 per mostre commemorative del centenario della prima guerra mondiale.